# Vado Football Club 1932-1933
Questa pagina raccoglie i dati riguardanti il Vado Football Club nelle competizioni ufficiali della stagione 1932-1933.

## Rosa
| N. |                   | Ruolo | Calciatore                 |
| -- | ----------------- | ----- | -------------------------- |
|    | Italia (bandiera) | A     | Giovanni Aprile            |
|    | Italia (bandiera) | A     | Caviglia                   |
|    | Italia (bandiera) | P     | Giovanni Battista De Salvo |
|    | Italia (bandiera) | D     | Giuseppe Frumento          |
|    | Italia (bandiera) | D     | Michele Giacoppo           |
|    | Italia (bandiera) | C     | Luigi Giusto               |
|    | Italia (bandiera) | C     | Dante Levratto (I)         |
|    | Italia (bandiera) | C     | Elio Lombardi              |

| N. |                   | Ruolo | Calciatore       |
| -- | ----------------- | ----- | ---------------- |
|    | Italia (bandiera) | D     | David Massazza   |
|    | Italia (bandiera) | C     | Oliva            |
|    | Italia (bandiera) |       | Renato Poli      |
|    | Italia (bandiera) | D     | Vittorio Pollaro |
|    | Italia (bandiera) | C     | Nicolò Rosso     |
|    | Italia (bandiera) | D     | Amelio Storti    |
|    | Italia (bandiera) | A     | Carlo Tassara    |